# دنویل (ویرجینیا)
دنویل (به انگلیسی: Danville) شهری در ایالت ویرجینیا کشور ایالات متحده آمریکا است که جمعیت آن در سرشماری سال ۲۰۱۰ میلادی، ۴۳٬۰۵۵ نفر بوده‌است.